# Горбунов Сергій Олегович
Сергі́й Оле́гович Горбуно́в (нар. 14 березня 1994, Маріуполь, Донецька область, Україна) — український футболіст, лівий крайній захисник та півзахисник.

## Клубна кар'єра
Вихованець маріупольського «Іллічівця», тренер — Юрій Ярошенко. В чемпіонаті України ДЮФЛ провів 68 матчів (8 голів). Після завершення навчання приїхав до Дніпропетровська, де підписав контракт із «Дніпром». Із 2012 року грав у юнацькій команді в Олександра Поклонського, а потім у молодіжній — у Дмитра Михайленка. У сезоні 2014/15 став переможцем молодіжного чемпіонату України.
За першу клубну команду «Дніпра» дебютував 23 травня 2015 року в матчі Прем'єр-ліги проти донецького «Шахтаря»: Горбунов вийшов у стартовому складі й у другому таймі був замінений на ще одного дебютанта — Олександра Васильєва. Усього ж у цьому матчі у Вищому дивізіоні дебютувало троє «дніпровців»: компанію Васильєву і Горбунову склав також нападник Денис Баланюк. Після гри тренер «дніпровців» Мирон Маркевич висловив думку, що рівень «дубля» ці хлопці вже переросли й він прихильник того, щоб віддати їх в оренду в інші команди Прем'єр-ліги.
9 вересня 2015 року був заявлений за донецький «Шахтар», але за «гірників» жодного матчу так і не зіграв, виступаючи виключно у молодіжній команді. В результаті 2016 року гравця було відправлено у першоліговий «Іллічівець». Втім перший час і тут Горбунов не мав багато ігрового часу і навіть пограв за «Іллічівець-2» у Другій лізі. 2017 року «приазовці» вийшли до Прем'єр-ліги і змінили назву на «Маріуполь», але Сергій дебютував у ній лише у наступному 2018/19 сезоні, після чого став більш-менш регулярно виходити на поле та ставати основним гравцем команди. Загалом у футболці маріупольського клубу зіграв 61 офіційний матч у всіх турнірах, записавши у свій актив 4 голи та 5 результативних передач.
13 серпня 2021 року офіційно представлений як гравець ФК «Металіст», де на наступний день дебютував за команду під керівництвом Олександра Кучера у матчі проти донецького «Олімпіка», вийшовши у стартовому складі та провівши на полі всі 90 хвилин.
Наприкінці липня 2022 року став гравцем «Дніпра-1», перейшовши до стану дніпрян з «Металіста» разом з тренерами Олександром Кучером та Юрієм Ушмаєвим, віцепрезидентом харківського клубу Євгеном Красніковим і ще чотирма футболістами — Владиславом Рибаком, Володимиром Танчиком, Едуардом Сарапієм та Русланом Бабенком. В другій половині 2022/23 сезону на правах орендної угоди відправлявся до складу першолігових львівських «Карпат».

## Міжнародна кар'єра
У березні 2014 року зіграв у складі збірної України до 20 років у товариському матчі з Італією. У січні та березні 2015 року провів по 2 поєдинки у складі молодіжної збірної України в товариських матчах з однолітками із Узбекистану, Словенії та Словаччини.

## Досягнення
«Дніпро-1»:
 Срібний призер чемпіонату України: 2022/23
«Маріуполь»:
 Переможець Першої ліги України: 2016/17

## Статистика
Станом на 1 липня 2024 року
| Національні змагання           |       |                          |
| Україна                        | Матчі | Кількість забитих м'ячів |
| Прем'єр-ліга                   | 74    | 1                        |
| Кубок                          | 6     | 2                        |
| Перша ліга                     | 18    | 1                        |
| Друга ліга                     | 2     | 0                        |
| Прем'єр-ліга (U-21)            | 103   | 24                       |
| Прем'єр-ліга (U-19)            | 5     | 6                        |
| Всього                         | 208   | 34                       |
| Міжнародні змагання            |       |                          |
| Єврокубки / Збірна             | Матчі | Кількість забитих м'ячів |
| Ліга конференцій УЄФА (Гр. е.) | 4     | 0                        |
| Ліга Європи УЄФА (Кв.)         | 4     | 0                        |
| Ліга конференцій УЄФА (Кв.)    | 2     | 0                        |
| U-20 / U-21                    | 5     | 0                        |
| Всього                         | 15    | 0                        |
| Всього за кар'єру              | 223   | 34                       |